# Susanne Hoeber Rudolph
Susanne Hoeber Rudolph (* 3. April 1930 in Deutschland als Susanne Höber; † 23. Dezember 2015 in Oakland) war eine US-amerikanische Politikwissenschaftlerin und Professorin an der University of Chicago. Sie amtierte 2003/04 als Präsidentin der American Political Science Association (APSA).

## Leben
Susanne Höber war eine Tochter des Mannheimer Presseamtsleiters und Sozialdemokraten Johannes Uto Höber und der Volkswirtin Elfriede Höber, geborene Fischer.
Sie lebte bis 1939 in Deutschland, dann emigrierte sie (nachdem ihr Vater wegen antinazistischer Aktivitäten inhaftiert worden war) mit  der Familie in die USA, wo sie in Philadelphia wohnten. Ihren Bachelor-Abschluss machte sie 1951 am Sarah Lawrence College. 1955 wurde sie an der Harvard University zur Ph.D. promoviert. Während des Studiums in Harvard heiratete sie Lloyd I. Rudolph (1927–2016), der ebenfalls Professor für Politikwissenschaft an der University of Chicago wurde, sie hatten drei Kinder. Beide forschten und publizierten jahrzehntelang gemeinsam. Beide wurden durch ihre Analysen indischer und südasiatischer Politik bekannt. 2014 wurden beide mit dem dritthöchsten indischen  Zivilorden, Padma Bhushan, ausgezeichnet.
1998 wurde Rudolph zum Mitglied der American Academy of Arts and Sciences gewählt.

## Schriften (Auswahl)
- Mit Lloyd I. Rudolph: In pursuit of Lakshmi. The political economy of the Indian state. University of Chicago Press, Chicago 1987, ISBN 0-226-73138-3.
- Mit Lloyd I. Rudolph: Essays on Rajputana. Reflections on history, culture, and administration. Concept, Neu-Delhi 1984.
- Mit Lloyd I. Rudolph: Education and politics in India. Studies in organization, society, and policy. Harvard University Press, Cambridge, Mass. 1972, ISBN 0-674-23865-6.
- Mit Lloyd I. Rudolph: The modernity of tradition. Political development in India. University of Chicago Press, Chicago 1967.